# Bóng đá tại Thế vận hội Mùa hè 2012
Bóng đá tại Thế vận hội Mùa hè 2012 được tổ chức từ 25 tháng 7 - 11 tháng 8, là môn thể thao duy nhất bắt đầu trước khi khai mạc chính thức của Thế vận hội, hai ngày trước lễ khai mạc. Đây cũng là môn thể thao duy nhất được tổ chức tại nhiều địa điểm bên ngoài London (thành phố chủ nhà của Thế vận hội), với Manchester, Glasgow, Newcastle, Coventry và Cardiff. Các trận chung kết được thi đấu tại Sân vận động Wembley. Các đội tuyển quốc gia sẽ tham dự nội dung bóng đá nữ. Trong khi đó tham dự môn bóng đá nam là đội tuyển gồm các cầu thủ U-23 và được bổ sung 3 cầu thủ có độ tuổi trên 23. 504 cầu thủ bóng đá thi đấu giành hai bộ huy chương..
Môn bóng đá Nam gồm 16 đội tuyển, môn bóng đá Nữ có 12 đội. Lễ bốc thăm cho giải đấu diễn ra vào 24 tháng 4 năm 2012.

## Địa điểm
| Sân vận động Wembley       | Old Trafford        |
| Sức chứa: 90.000           | Sức chứa: 76.212    |
| Wembley 22 August 2007     | 20 August 2006      |
| Cardiff                    | Newcastle upon Tyne |
| Sân vận động Thiên niên kỷ | St. James' Park     |
| Sức chứa: 74.500           | Sức chứa: 52.387    |
| 5 February 2009            | 21 August 2008      |
| Glasgow                    | Coventry            |
| Hampden Park               | Ricoh Arena         |
| Sức chứa: 52.103           | Sức chứa: 32.500    |
| 18 July 2004               |                     |

Ghi chú: Ricoh Arena được gọi là Sân vận động Thành phố Coventry do chính sách không thương mại hóa.

## Tóm tắt huy chương

### Nam
| Vàng | Bạc | Đồng |
| México | Brasil | Hàn Quốc |
| Bản mẫu:Lá cờIOCteam José Corona (đội trưởng) Israel Jiménez Carlos Salcido Hiram Mier Dárvin Chávez Héctor Herrera Javier Cortés Marco Fabián Oribe Peralta Giovani dos Santos Javier Aquino Raúl Jiménez Diego Reyes Jorge Enríquez Néstor Vidrio Miguel Ponce Néstor Araujo José Antonio Rodríguez | Bản mẫu:Lá cờIOCteam Gabriel Rafael da Silva Thiago Silva (đội trưởng) Juan Jesus Sandro Marcelo Lucas Rômulo Leandro Damião Oscar Neymar Hulk Bruno Uvini Danilo Alex Sandro Ganso Alexandre Pato Neto | Bản mẫu:Lá cờIOCteam Jung Sung-Ryong Oh Jae-Suk Yun Suk-Young Kim Young-Gwon Kim Kee-Hee Ki Sung-Yueng Kim Bo-Kyung Baek Sung-Dong Ji Dong-Won Park Chu-Young Nam Tae-Hee Hwang Seok-Ho Koo Ja-Cheol (đội trưởng) Kim Chang-Soo Park Jong-Woo Jung Woo-Young Kim Hyun-Sung Lee Beom-Young |

### Nữ
| Vàng | Bạc | Đồng |
| Hoa Kỳ | Nhật Bản | Canada |
| Bản mẫu:Lá cờIOCteam Hope Solo Heather Mitts Christie Rampone (đội trưởng) Becky Sauerbrunn Kelley O'Hara Amy LePeilbet Shannon Boxx Amy Rodriguez Heather O'Reilly Carli Lloyd Sydney Leroux Lauren Cheney Alex Morgan Abby Wambach Megan Rapinoe Rachel Buehler Tobin Heath Nicole Barnhart | Bản mẫu:Lá cờIOCteam Fukumoto Miho Kinga Yukari Iwashimizu Azusa Kumagai Saki Sameshima Aya Sakaguchi Mizuho Ando Kozue Miyama Aya (đội trưởng) Kawasumi Nahomi Sawa Homare Ohno Shinobu Yano Kyoko Maruyama Karina Tanaka Asuna Takase Megumi Iwabuchi Mana Ōgimi Yūki Kaihori Ayumi | Bản mẫu:Lá cờIOCteam Karina LeBlanc Chelsea Stewart Carmelina Moscato Robyn Gayle Kaylyn Kyle Rhian Wilkinson Diana Matheson Candace Chapman Lauren Sesselmann Desiree Scott Christine Sinclair (đội trưởng) Sophie Schmidt Melissa Tancredi Kelly Parker Jonelle Filigno Brittany Timko Erin McLeod Marie-Ève Nault |